# Valašská rallye 2011
Valašská rallye 2011 byl úvodní podnik šampionátu Mezinárodní mistrovství České republiky v rallye 2011. Vítězem se stal Jan Kopecký na voze Škoda Fabia S2000.

## Průběh soutěže
První test vyhrál Pavel Valoušek s vozem Peugeot 207 S2000, ale další 3 zkoušky opanoval Kopecký a posunul se do čela. O druhé místo bojoval s Valouškem Roman Kresta jedoucí také s Fábií. Na čtvrté pozici se pohyboval Václav Pech mladší s vozem Mitsubishi Lancer EVO IX a současně vedl skupinu N. Na dalších pozicích byli jezdci Roman Odložilík, Lukasz Habaj, Jaroslav Orsák, Antonín Tlusťák, Daniel Běhálek a Martin Bujáček.
Kopecký celou druhou etapu udržoval vedení a nakonec opravdu zvítězil. Na druhou pozici se nakonec posunul Kresta, který porazil Valouška o jednu desetinu sekundy. Čtvrtý skončil Pech a vyhrál skupinu N. Pátý dokončil soutěž Tlusťák a šestý Odložilík. Oba jezdci startovali s Fabiemi S2000. Na dalších pozicích skončili Bujáček, Václav Arazim, Josef Peták a Daniel Běhálek, který se propadl po defektu. Po havárii odstoupil Jaroslav Orsák.

## Výsledky
1. Jan Kopecký - Škoda Fabia S2000 - 1:16:40,4
2. Roman Kresta - Škoda Fabia S2000 - +32,2
3. Pavel Valoušek - Peugeot 207 S2000 - +32,3
4. Václav Pech - Mitsubishi Lancer Evo IX - +1:34,8
5. Antonín Tlusťák - Škoda Fabia S2000 - +3:43,4
6. Roman Odložilík - Škoda Fabia S2000 - +3:49,4
7. Martin Bujáček - Mitsubishi Lancer Evo IX - +3:58,4
8. Václav Arazim - Mitsubishi Lancer Evo IX - +4:38,9
9. Josef Peták - Peugeot 207 S2000 - +5:14,7
10. Daniel Běhálek - Subaru Impreza WRX Sti - +5:15,4